# Diastereoisomero

D-Treosio: I due centri stereogenici da sinistra a destra sono R e S

D-Eritrosio: I due centri stereogenici da sinistra a destra sono R e R

In chimica sono diastereoisomeri due stereoisomeri che non sono l'uno l'immagine speculare dell'altro. Spesso e in modo equivalente si definiscono diastereoisomeri due stereoisomeri che non sono enantiomeri. I diastereoisomeri di una molecola possiedono quindi la stessa formula molecolare e connettività fra gli atomi ma hanno un orientamento nello spazio diverso, pur non essendo immagini speculari.
Nell'esempio a destra esiste un rapporto di diastereoisomeria fra il D-Treosio e il D-Eritrosio: ogni stereoisomero possiede 2 centri stereogenici, aventi configurazioni assolute rispettivamente R,S e R,R. Si noti che ognuna delle due molecole possiede anche un enantiomero, rappresentato dalle configurazioni S,R e S,S rispettivamente, nella quale vengono modificati tutti i centri stereogenici. Considerando una molecola con n stereocentri, questa ammetterà 2(n) stereoisomeri.
Due diastereoisomeri che differiscono per configurazione solamente in uno degli stereocentri che possiedono (come nell'esempio) sono anche chiamati epimeri.

## Proprietà chimico-fisiche
Al contrario degli enantiomeri che hanno le stesse proprietà chimico-fisiche tranne il potere ottico rotatorio e la reattività in ambienti chirali, i diastereoisomeri hanno proprietà che possono essere totalmente differenti. D'esempio sono la solubilità, fattore sfruttabile per la separazione tramite cristallizzazione frazionata, la densità, il punto di ebollizione. Anche la reattività sarà diversa, dato che molte reazioni chimiche possono avvenire solo secondo un certo orientamento delle molecole. Ad esempio, in una reazione di eliminazione due diastereoisomeri possono produrre alternativamente un doppio legame cis o trans, o in una reazione di sostituzione possono essere formati ancora due diastereoisomeri differenti.